# الخيام (سجن)

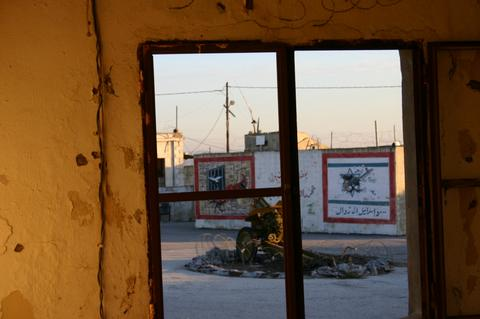
سجن الخيام

سجن الخيام هو معتقل يقع على تلة مرتفعة ضمن بلدة الخيام في موقع حصين يطل على شمال فلسطين من جهة وعلى مرتفعات الجولان السورية من جهة ثانية ويؤمن السيطرة عليهما ؛ يتكون من خمسة مبان وكل مبنى يتألف من عشرين غرفة مساحة الغرفة الجماعية لا تتعدى المترين طولا والمتر ونصف عرضا يحشر فيها من خمسة إلى ستة أفراد والغرفة الانفرادية لا تتعدى التسعين سنتيمتر طولا وعرضا تقع بداخله ساحة رئيسية، واحدة مخصصة كسجن للنساء وأربعة للرجال، يبلغ عدد زنزاناته الجماعية سبعا وستين، والفردية تزيد على العشرين.

## أصل السجن
قامت القوات الفرنسية في أيام الانتداب الفرنسي على لبنان ببنائه عام 1933م وذلك ليكون ثكنة عسكرية ومقراً لها في الجنوب اللبناني. وبعد أن نال لبنان استقلاله تسلم الجيش اللبناني الثكنة وبقي يستعمل كمعسكر إلى أن قامت إسرائيل باجتياح الجنوب اللبناني سنة 1982، فقامت باستعماله كمركز تحقيق واستجواب ؛ وفي عام 1985 انسحبت إسرائيل جزئياً من جنوب لبنان ومع انسحابها سقط معتقل أنصار الشهير، وبقيت بلدة الخيام تحت سيطرتها، فتم استعمال الثكنة كمعتقل بديلاً عن معتقل أنصار وعرف بعدها باسم معتقل الخيام. حيث كان أول معتقل اعتقل هذا السجن هو الأسير سليمان رمضان والذي سمي فيما بعد عميد معتقل الخيام وهو كان أول أسير دخل هذا المعتقل وآخر أسير خرج منه.
فإذا ذكر معتقل الخيام ذكر سليمان رمضان الذي أصبح اسمه يرتبط بهذا المعتقل أكثر من أي شي آخر .

## إحصائيات سجنائه
بلغ عدد من تم احتجازهم في المعتقل ثلاثة آلاف شخص، منهم أربعمائة امرأة، وأطفال بإعمار أقل من الثانية عشرة، وكهول تعدوا العقد السابع. قتل منهم 22 شخص تحت التعذيب.

## إدارة السجن
عامر الفاخوري، جان حمصي، أحمد السيد، علم الدين بدوي، فارس الحمرا، أنطوان الحايك، شربل قزي، سلام الفاخوري، عصام جروان، جان شلهوب، يحيى أبو قمر، نضال جمال، عامر الحلبي، حسين فاعور، جورج كرم، فؤاد أبو سمرا

## كسجن
يوم الثلاثاء الموافق 23 مايو 2000 هربت القوة المسيطرة على المعتقل بعد الانسحاب الإسرائيلي المفاجئ واقتحم الأهالي المعتقل ليطلقوا سراح 142 أسيرا بقوا في المعتقل.

## هدم السجن
في سياق حرب لبنان الثانية، تم تدمير المعتقل على يد القوات الجوية الإسرائيلية ؛ حيث قصف في الحرب وذلك لإخفاء أحد أهم المعتقلات السيئة والتي كانت تقوم فيها إسرائيل بزج المواطنين العرب الذين يعارضونها، حيث قتل في المعتقل العديد من الأسرى تحت التعذيب دون أن يسجل ضد إسرائيل أي انتهاك لحقوق الإنسان.